# ALICE♥ぱれーど 〜二人のアリスと不思議の乙女たち〜
『ALICE♥ぱれーど 〜二人のアリスと不思議の乙女たち〜』（アリスぱれーど ふたりのアリスとふしぎのおとめたち）は、2007年10月12日にユニゾンシフト・ブロッサムより初回限定版が発売されたアダルトゲーム。同年11月22日には通常版が発売された。

## あらすじ
主人公の青年、牧野亜梨須はお菓子作りが好きな普通の大学生である。誕生日のある日、不運の連続に見舞われる羽目になった亜梨須は大学に何とか到着したものの、そこでウサギの耳を生やした少女、シルクに無理やり夢の世界「スウィートワンダーランド」へ連れていかれてしまう。その世界は女の子しかいないうえ、5月4日から永遠に時が進まない不思議な世界だった。
城に連れていかれた亜梨須は、アリスと呼ばれている同じ境遇である少女、深織とスタンプ集め競争をすることになってしまう。このゲームはアリスに選ばれたもの同士で行うことが義務付けられ、先にスタンプをすべて集めることができたほうにこの世界の神様に願いを叶えてもらえるという。このゲームが終われば勝敗に関係なく、元の世界に返してもらえるのだが、一刻も早く元の世界に戻りたい亜梨須は積極的にスタンプを集める。はたして、亜梨須は元の世界に無事戻れるのだろうか。

## 登場人物
牧野 亜梨須（まきの ありす）
声：なし
本作の主人公。国文学科に通う大学生。今日が誕生日であることと『ありす』という名前であるという理由で、二人目のアリスとして無理やり『スウィートワンダーランド』に連れてこられる。願い事は特に決めておらず、一刻も早く元の世界に戻るためにスタンプ集めを始める。
性格は生真面目でツッコミ体質。面倒見がよく、スウィートワンダーランドの住人にも気にかける場面も多い。趣味と特技は料理で腕前もいいが、兄弟に女の子っぽいと馬鹿にされていることを気にしており隠している。また、意外にも虫を嫌っている。
兄はホストをしており、学費を払っている兄に頭が上がらない。また、兄や弟は軽薄で女の子を泣かせている姿を目撃しているため、自分はそうならないように女の子には近づかないようにしていた。だが、スウィートワンダーランドで唯一の男という理由で、住人から狙われている。
深織（みおり）
声：ありす
『スウィートワンダーランド』に招かれた一人目のアリス。スタンプ集め競争の公正を期すために、亜梨須が来るまで卵の殻の中でずっと眠っていた。長い間この世界にいたためか、現実世界のことを忘れている部分が多く、名字や学校、どこの出身なのかも覚えていない。だが、現実世界に戻れば元に戻るためあまり気にしていない。
性格はほがらかでほんわか。現実世界から来たということもあり唯一の常識人。結構のんびりしている所があり、この世界にずっといてもいいと思っているのか、スタンプもゆっくり集めている。亜梨須のお菓子が趣味ということを理解してくれた人物で、亜梨須も心を開いている。また、亜梨須とは対照的に虫などは平気。
5月4日が誕生日のため、この世界にいる間は毎日が誕生日となっている。また、住人とも仲がよく、ねこさんのセクハラも大して被害を受けていない。絵本が好きで、この世界が「不思議の国のアリス」と似ている世界だと言っている。この世界に夜がないと言ったりと、亜梨須とはどこかこの世界と認識が違っているため謎が多い。
シルク
声：安玖深音
白いウサギの耳を生やしている少女。城の命令に従いアリスを連れてくる人物で、亜梨須を連れてきた張本人でもある。胸に懐中時計、片眼鏡を着用している。モデルは原作でアリスを迷い込ませた懐中時計を持った忙しそうな兎だが、彼女は忙しそうにはしていない。
性格は明るくマイペースだが毒舌家であり、キャラが被るという理由で山根さんとは対立関係にある。また、意外に好奇心旺盛で、気になったことは無理やりでも実行する。好きなものは人参で、冷蔵庫の中身はすべて人参となっている。現実世界のテレビ番組『名兎バニー』にひどく感銘を受け、『夢をあきめない』という目標を立てている。また、自分も番組に出てきた子ウサギが欲しいという意見に、亜梨須が「お前が産めばいいんじゃないか」という冗談を真に受け、以来亜梨須の種子を狙い子作りするように迫ってくる。ねこさんのことを師匠としてみており、ねこさんの嘘を真に受けることもある。
ラヴィニア
声：海原エレナ
『スウィートワンダーランド』に存在する城の城主。一番偉いのだが身長が小さく、そのことを気にしている。スタンプ集めの主催者でもあり、変わらない5月4日に面白みを持たせるために、自分の気分により毎日特性を変えている。モデルはハートの女王で、気に入らないことがあると部下の首をちょん切ろうとしたり、理不尽な発言をすることもある。
性格は高貴であるがわがままで唯我独尊。自分の部下のことを信頼しているのか、エムドリの嘘を真に受けて亜梨須に罰を与えることもしばしば。また、サド属性も高い。甘いものが好きで、亜梨須が作るお菓子を喜んで食べている場面もある。
ねこさん
声：涼森ちさと
いつも木の上から出てくる猫のような女性。神出鬼没でどこからともなく現れる。初めての登場時は猫の姿をしているが、以後人間の姿のまま猫の姿になることはない。セクハラが大好きで亜梨須によくちょっかいを出してくるだけではなく、他の女の子にもセクハラしようとする。モデルは胴体を消すチェシャ猫で、登場時に自分の胴体だけ消して頭だけ表すこともある。
性格は気分屋で自由奔放。ラヴィニアに対しても敬語を一切使わず、かなりいい加減な人物。セクハラするのは大好きだが、自分に迫られて弱みを見せることもある。アリスに色々助言することもあるが大抵はうそ。だが、時に真面目に答えることもある。
ルナ
声：木村あやか
お茶会に参加している赤いウサギの耳をした女性。お茶会ではミルクを担当している。万年発情期なのか、普通に話している中、急に妄想の中に入ってしまい山根さんに殴られて正気に戻ることもしばしば。モデルは三月ウサギで、万年発情期もそこから来ている。
性格は普段は優しくて思いやりのある人物。だが、よくエロ話に結び付けて勝手に妄想の中で盛り上がってしまう。発情を抑えるために普通の服を着たいのだが、大胆なコスチュームはラヴィニアから送られたものであり、着てないと悪いと思い律儀に着ている。夢はお嫁さんになること。
ファニー
声：みる
お茶会に参加している小さな帽子を被った少女。本職は帽子屋で、自宅には帽子がたくさん並べられている。お茶会では紅茶を担当しており、紅茶の森と呼ばれるところへ紅茶の葉っぱをよく取りに行っている。モデルは帽子屋。
性格は引っ込み思案でいつもおどおどしている。いつもみんなにいじられているため、いつかはみんなよりも高い立場に立ちたいと思っているが、天性のマゾ属性とドジっ子属性からうまくいかない。夢は喫茶店による世界征服（みんな自分の紅茶の虜にすること）。そのため、現在はケーキ作りにも挑戦している。
山根さん（やまねさん）
声：理多
お茶会に参加している和服の少女。いつも眠そうにしており、会話の最中に眠っていることも多い。本職は糖蜜（甘い蜜）職人で自宅にも糖蜜をたくさん並べている。だが、味噌汁やおかず、さらにはご飯にまで糖蜜をかけている。さらに、いつも持っているどんぐりの器にも糖蜜が入っている。お茶会では糖蜜を担当している。モデルは眠りネズミと訳されるヤマネ。
性格はマイペースで何事にも動じない性格。お茶会に参加中も急に眠りだすこともあるが、ルナの妄想が始まるとうるさいという理由により手刀で殴ることもある。基本的に発言は少ないが、しゃべる時はボソッとしゃべり口調も少し訛っている。また、激しい酒乱で、少量のブランデーでも酔いつぶれ、誰にでも絡もうとするからファニーやルナから恐れられている。また、意外にも毒舌家で、シルクにキャラが被ると言われている。
ルージュ13（ルージュ サーティーン）
声：成瀬未亜
ラヴィニアに仕える兵士。名前の通り全部で13人存在する。全部同じ顔だが、全員が性格や特徴が違い、子供っぽいものから大人びた人間まで多種多様。1号が代表で7号が副代表。また、13号は武人のような人物で、発言も「ムッ」がほとんどである。城の中では一番発言権が低く、ラヴィニアとエムドリの命令には絶対服従。一応唯一の男である亜梨須には興味津々。モデルはトランプの兵隊。
エムドリ
声：成瀬未亜
通称アホドリ。ラヴィニアの次に発言権を持っており、アリスたちのお目付け役でもある。名の通り『ハードM』であり、殴られることを最高の至福に思っており、ラヴィニアや亜梨須に殴ってもらうためにわざと失敗をしたりする。常にハイテンションで口うるさい。また、ラヴィニアによけいなアドバイスも入れることも多い。一応『スウィートワンダーランド』は女の子しかいない世界だが、この鳥の性別が果たして女なのかどうかは不明。

## 用語
スィートワンダーランド
シルクによって亜梨須が連れてこられた世界。ラヴィニアが女王としておさめている。
特徴として常に日付は常に5月4日になっている。だが、ラヴァニアが号令をかけることによってクリスマスの日という理由で雪を降らせるなど、季節を変えることはできる。
住人は全員女の子で、男である亜梨須は珍しがられている。なお、住人は登場人物以外に存在しない。
この世界にいる間は元の世界の時間は流れないため、元の世界に戻っても時間に支障はない。
シルクの家など、一般世界のテレビが何故か繋がっている。
紅茶の森など普通の世界のものも存在する。また、キノコなどここにある食べ物に毒性があるものは無い。
この世界を作ったとされる神様は城に聳え立つ大きな木。「カシガミ様」と呼ばれており、住民の願いを叶えてくれる。
住民票
スィートワンダーランドの住人みんなが持っているもの。裏はスタンプ帳になっていて、24マス全て埋めることが出来たら神様に願いを叶えてもらえる。
スタンプは住人の願いをかなえるか、その日ラヴィニアが出した号令に条件が当てはまればもらうことができる。
ちなみに、亜梨須と深織以外の住人は自分のスタンプで全てうめて願いを叶えてもらうこともできるが、簡単に願いを叶えてもらうようなことはしないらしい。
アリス
外から来た人間の略称。亜梨須は「ありす」と呼ばれ、深織は「アリス」と呼ばれている。
アリスは原則的に二人集まった時、スタンプ集めの競争をやらされる。一応は勝負ということになっているが、負けたとしても元の世界に戻ることはできる。
お茶会
ルナ、ファニー、山根さんの三人でよく行われる。ルナの家の外に置かれたテーブルでファニーが淹れた紅茶を飲みながら雑談する。

## スタッフ
- 原案・原作：@ピース
- シナリオ：神野マサキ、博恵夏樹、玉沢円、多々良麦茶
- キャラクターデザイン：伊東雑音
- 原画：伊東雑音、Pero
- 楽曲：水月陵

## 主題歌
「Sweets♪ Parade」
作詞・作曲：水月陵 / 歌：Berry Very Rabbits（Akira・KIYO・ぱんだ）